# 晋友会合唱団
晋友会合唱団（しんゆうかいがっしょうだん）は、合唱指揮者関屋晋が指導していたさまざまな合唱団により結成された合同合唱団。オーケストラの演奏会などにあたって複数の団体が集まる際にこの名前が使用される。
構成する合唱団としては、主なところでは湘南市民コール（混声）、松原混声合唱団（混声）、町田市民合唱団（混声）、早稲田大学コールフリューゲル（男声）がある。プロの管弦楽団との共演、NHKへの出演など檜舞台に立つことが多い。

## 概要
1980年、小澤征爾指揮でマーラーの『交響曲第8番』が演奏されるにあたって誕生した。この演奏会にあたって関屋はその当時指導していたすべての合唱団、およびその中の団員が受け持っている3つの児童合唱団を参加させた。だが、それらの団体を一つ一つプログラムに書き連ねるのでは「体裁上みっともない」と彼が感じていたこと、また、「一体感を持たせたい」という理由もあって、新しい団体名を考案することにした。「晋友会」という名前には「関屋晋の友だち」という意味があり、またウィーン楽友協会を意識してもいると、彼は自著の中で明かしている。
1987年1月、ウィーン楽友協会記念演奏会のマーラー『交響曲第2番』にて海外初舞台。1988年6月、ベルリン・フィルハーモニー管弦楽団定期演奏会に招かれ、小澤征爾の指揮でカール・オルフの『カルミナ・ブラーナ』を歌っている。フィリップスによるCD収録。2度目のベルリン・フィルとの共演は1989年12月のジルベスターコンサート（小澤征爾指揮）での『カルミナ・ブラーナ』の再演であり、ソプラノのキャスリーン・バトルが登場した。このコンサートのライブ映像が全世界に中継され、後に映像作品としてVHS、LDが発売される。
1978年のドヴォルザーク『スターバト・マーテル』（小澤征爾指揮、新日本フィルハーモニー交響楽団カテドラルシリーズ）から始まった関屋晋傘下の合唱団の演奏活動は、在京オーケストラ及び内外のマエストロからすでに高評価を得ていたが、2度に渡るベルリン・フィルとの公演成功、CD、LD、等のメディアへの登場が一躍、晋友会の名声を高めることとなった。
関屋亡き後も清水敬一の下で「晋友会合唱団」としての活動は継続しており、2006年12月には東京都交響楽団の第646回定期演奏会（Aシリーズ）にて、ヘンデル『メサイア』を演奏している。
2007年5月には、ラ・フォル・ジュルネ・オ・ジャポン 「熱狂の日」音楽祭に出演。2008年4月には、東京都交響楽団の都響スペシャルにおいて、エリアフ・インバルのプリンシパル・コンダクター就任披露公演でマーラーの『交響曲第8番』を演奏した。また、2010年12月には、同じく東京都交響楽団の第708回定期演奏会Bシリーズにおいて、ヤクブ・フルシャのプリンシパル・ゲスト・コンダクター就任披露公演に参加。2010年から2011年にかけて、指揮者佐渡裕の下、シエナ・ウインド・オーケストラとの共演を重ね、同楽団の結成20周年記念コンサートin東京、また、富士山河口湖音楽祭において、『カルミナ・ブラーナ』全曲を吹奏楽版で演奏している。